# Riềng đẹp
Riềng đẹp hay riềng ấm, gừng ấm, sẹ nước, thảo đậu khấu, đại thảo khấu (danh pháp hai phần: Alpinia zerumbet) là cây thuộc họ Gừng. Tại Trung Quốc gọi là 艳山姜 (diễm sơn khương, nghĩa là riềng đẹp).

## Phân bố
Riềng đẹp là loài bản địa Bangladesh, Campuchia, Đài Loan, Lào, Malaysia bán đảo, Myanmar, Nhật Bản, Thái Lan, Trung Quốc, Việt Nam. Nó cũng du nhập vào Ascension, Bolivia, quần đảo Canary, quần đảo Cook, Cuba, Cộng hòa Dominica, Fiji, Florida, Haiti, Hawaii, Honduras, quần đảo Leeward, New Caledonia, Ogasawara-shoto, Philippines, Puerto Rico, St.Helena, Trinidad và Tobago, quần đảo Windward. E-Flora cho rằng nó cũng có ở Ấn Độ, Indonesia và Sri Lanka.
Mọc hoang nơi đất ẩm. Cũng được trồng làm cây cảnh, bao gồm cả những chủng với lá nhiều màu sắc.

## Thư viện ảnh

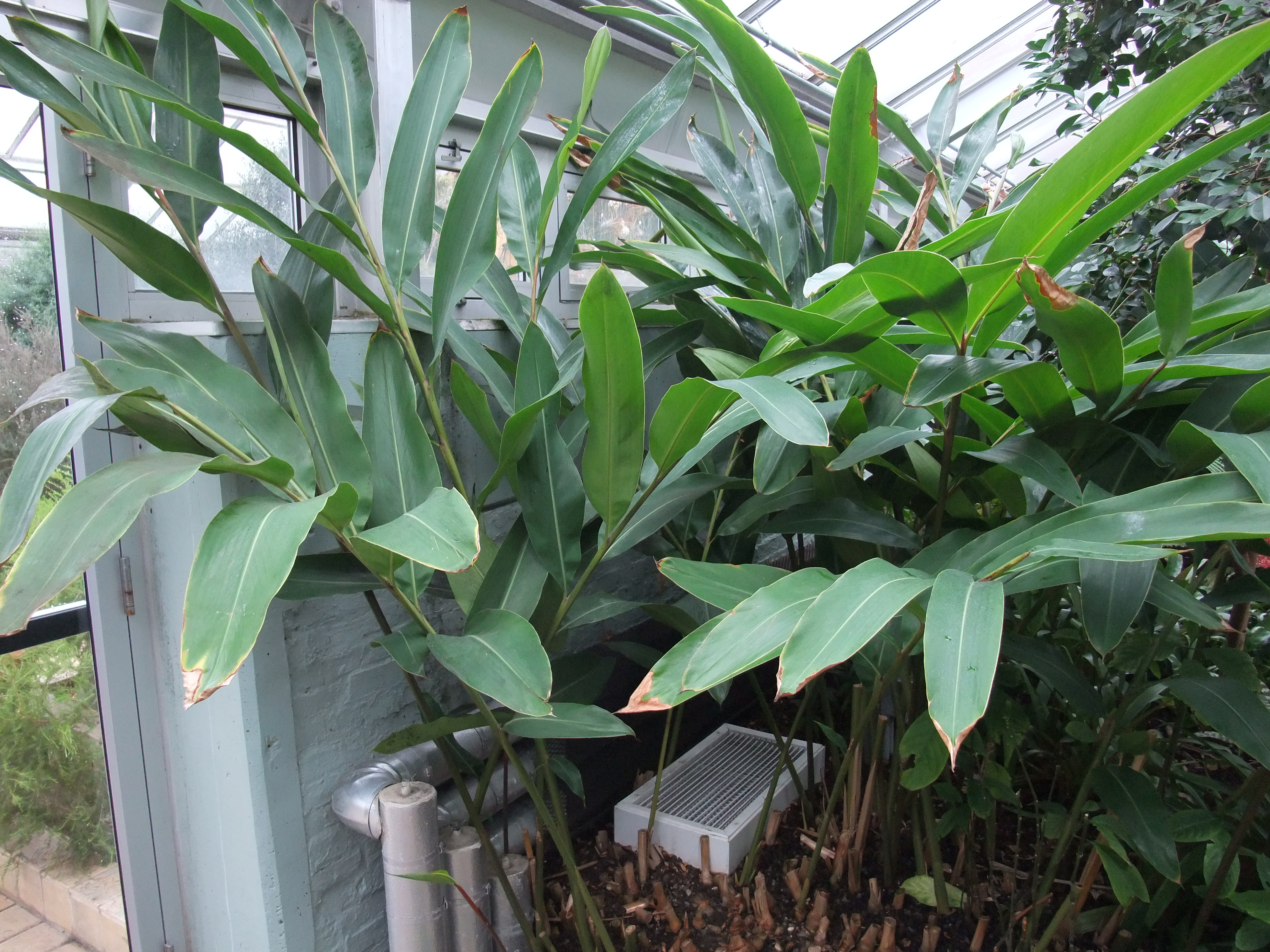
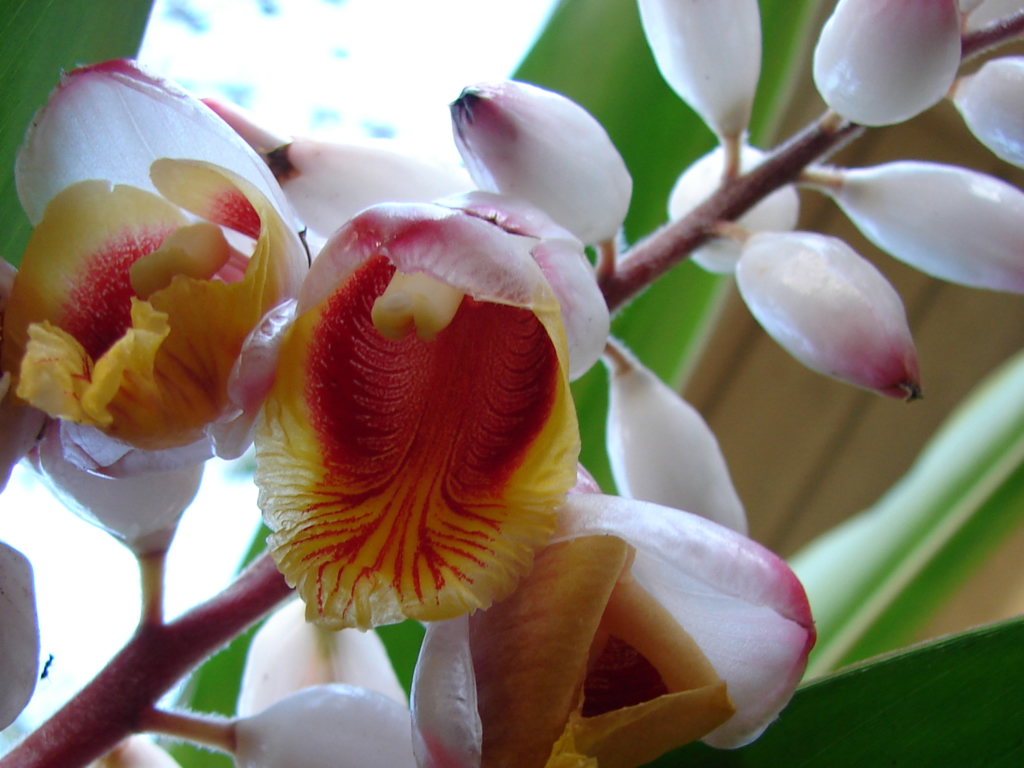
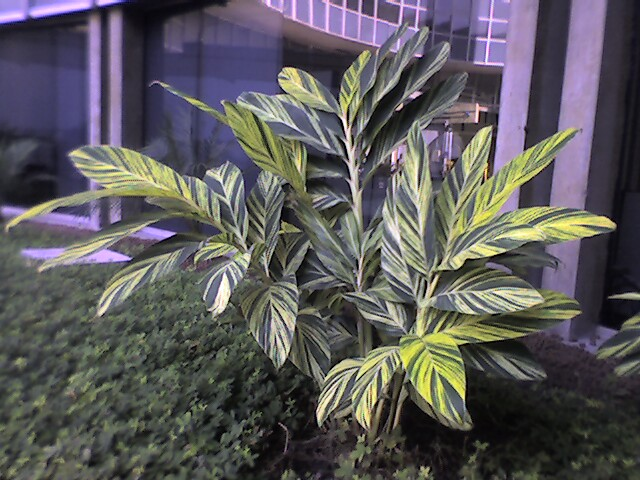
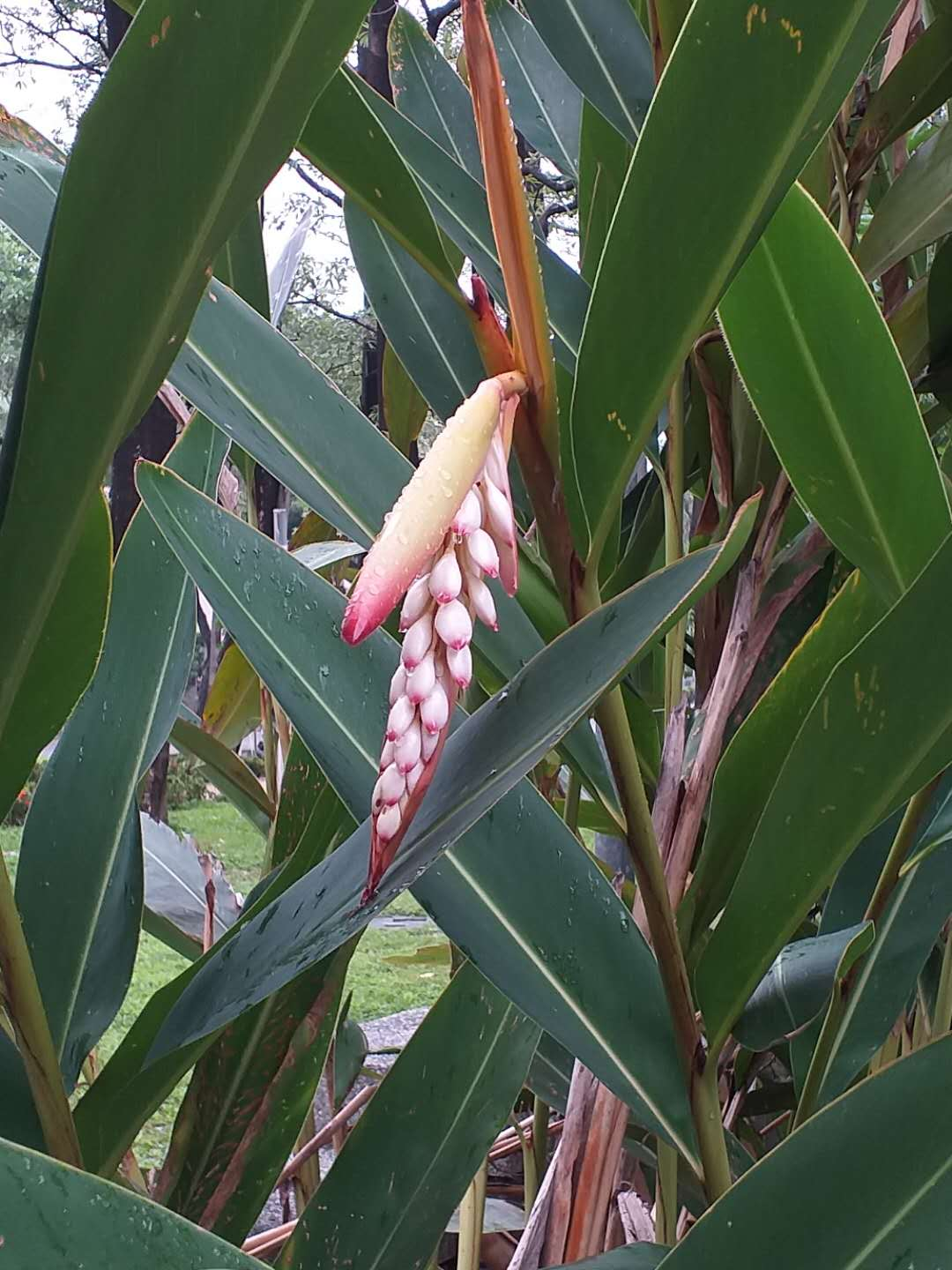

## Mô tả
Thân giả cao 2–3 m. Lưỡi bẹ 5–10 mm, có lông ở mặt xa trục; cuống lá 1-1,5 cm; phiến lá hình mác, 30-60 × 5–10 cm, nhẵn nhụi ngoại trừ có lông tơ ở mép, đáy thon dần, đỉnh nhọn với mấu nhọn xoắn ốc. Chùy hoa rủ xuống, tới 30 cm, được bao bọc trong 2 bẹ dài khi còn non; trục màu đỏ tía, mịn như nhung; các nhánh rất ngắn, 1-2 (hoặc 3)-hoa; lá bắc con bao quanh nụ hoa, màu trắng với đỉnh màu hồng, hình elip, 3-3,5 cm, nhẵn nhụi. Cuống hoa 1–2 cm. Đài hoa màu trắng, gần giống hình chuông, khoảng 2 cm, xẻ 1 bên, đỉnh có răng. Ống tràng hoa ngắn hơn đài hoa; các thùy màu trắng sữa với đỉnh màu hồng, thuôn dài, khoảng 3 cm; thùy trung tâm lớn hơn các thùy bên. Các nhị lép ở bên hình giùi, khoảng 2 mm. Cánh giữa môi dưới màu vàng với các sọc đỏ tía, hình trứng rộng-hình thìa, 4–6 cm, đỉnh nhọn. Nhị khoảng 2,5 cm. Bầu nhụy vàng kim rậm lông. Quả nang màu đỏ son, hình cầu, đường kính khoảng 2 cm, có gân, đỉnh với đài hoa bền. Hạt có góc cạnh. Ra hoa tháng 4-6, tạo quả tháng 7-10. 2n = 48.